# Nolwenn Leroy

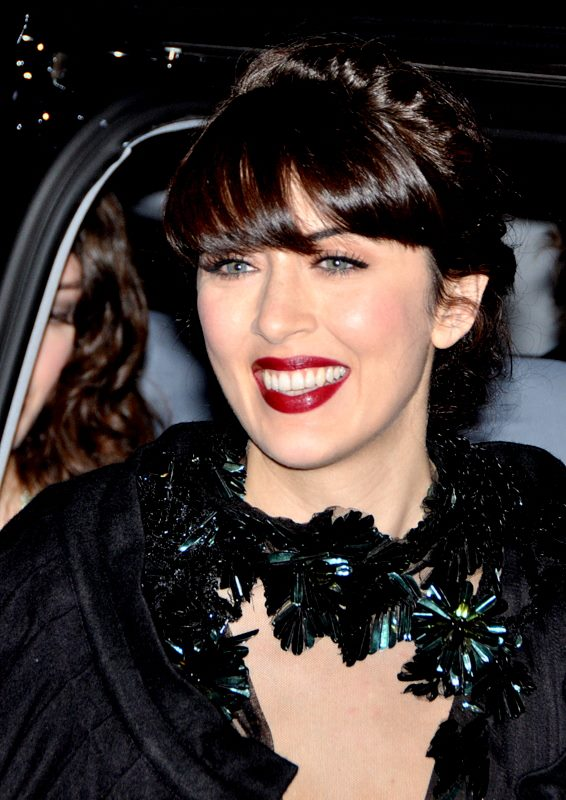
Nolwenn Leroy bei den NRJ Music Awards 2013

Nolwenn Leroy [ˈnɔlvɛn lɘˈʀwɑ] (* 28. September 1982 in Saint-Renan, Bretagne, als Nolwenn Le Magueresse) ist eine französische Sängerin, Songwriterin, Musikerin und Schauspielerin.
Seit 2003 veröffentlichte sie 8 Studioalben und erzielte 2 Nummer-eins-Singles in ihrer Heimat.

## Leben

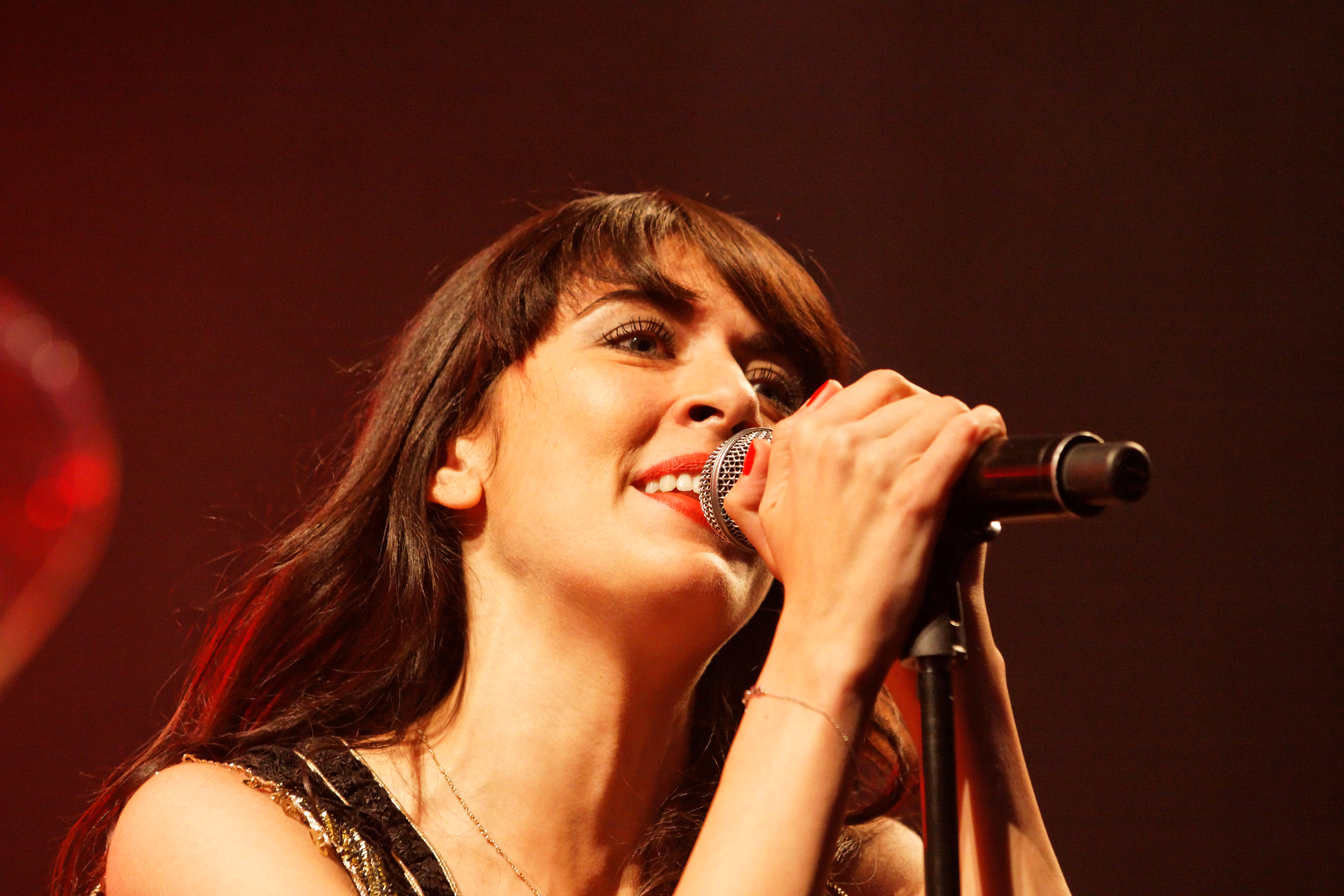
Nolwenn Leroy 2011 beim Festival de Cornouaille

Leroy ist Tochter von Muriel Leroy und des Fußballprofis Jean-Luc Le Magueresse. Sie erhielt während ihrer Schulzeit Geigenunterricht. Als sie elf Jahre alt war, ließen sich ihre Eltern scheiden. Nolwenn lebte fortan mit ihrer 1990 geborenen Schwester Kay bei der Mutter. Deren Nachnamen nahm sie später an, um Verwechslungen mit der französischen Sängerin Nolwen zu vermeiden.
Sie besuchte das Collège des Célestins in Vichy.
1998 verbrachte sie ein Jahr als Austauschschülerin in den USA (Cincinnati, Ohio) und schrieb sich nach ihrer Rückkehr am Musikkonservatorium in Vichy ein. 2001 begann sie an der Universität von Clermont-Ferrand ein Jurastudium. Animiert durch die Fernsehsendung Star Academy, einer französischen Variante der Castingshows Anfang der 2000er Jahre, nahm sie Gesangsunterricht bei der durch die Show bekannt gewordenen Gesangslehrerin Armande Altaï. Sie nahm 2002 an der zweiten Staffel der Star Academy teil und gewann den Wettbewerb.
Ihrer erste Single Cassé platzierte sich französischen und Schweizer Charts platzieren. Ihr erstes Album Nolwenn war erfolgreich in französischsprachigen Ländern, es erreichte Platz 1 und Doppel-Platin in Frankreich (mehr als 600.000 verkaufte Tonträger) und Platz 2 in der Schweiz und Belgien. 2004 wurde sie bei den NRJ Music Awards als „Französischsprachiger Newcomer“ ausgezeichnet.
Nach einer ausgedehnten Tour und Veröffentlichungen auch im französischsprachigen Teil Kanadas kehrte sie 2006 mit einem erneuten Nummer-eins-Hit Nolwenn Ohwo! zurück, der von Alain Souchon und Laurent Voulzy geschrieben worden war. Laurent Voulzy produzierte außerdem das wenig später erschienene zweite Album Histoires Naturelles. Für den Verkauf von über 400.000 Tonträgern erhielt sie erneut Platin. Die Songs aus Histoires Naturelles und Nolwenn wurden bei der Histoires Naturelles Tour 2006 dargeboten. Das erste Live-Album Nolwenn Leroys wurde Ende Oktober 2007 veröffentlicht.
Le Cheshire Cat & Moi war ein Projekt, das im Jahr 2007 gestartet wurde. Die Songs stammen hauptsächlich von Leroy und Teitur Lassen, mit weiteren Beiträgen von Jonatha Brooke, Rupert Hine, Michelle Featherstone und Mike Errico. Teitur Lassen produzierte das Album, aufgenommen wurden die Songs in Schweden und den Färöern. Es entstand ein komplett akustisches Album, welches im Dezember 2009 veröffentlicht wurde. Die Tour Le Cheshire Cat & Vous startete 2010.
Leroys Album Bretonne (2010) mit vorwiegend traditionellen Liedern aus der Bretagne, Großbritannien und Irland wurde Leroys erfolgreichstes Album, mit über 1,2 Millionen verkauften Exemplaren. Neben Platz 1 in Frankreich und Belgien erreichte eines ihrer Alben erstmals auch die deutschen Charts und machte sie über den französischsprachigen Raum hinaus bekannt. Die Bretonne Tour (über 100 Konzerte) startete 2011.
Ihr fünftes Studioalbum war 2012 Ô Filles de l'eau, produziert von Jon Kelly, es folgten 2018 das Album Folk und 2021 La cavale.
Nolwenn Leroy ist seit 2012 in der Liste der beliebtesten Persönlichkeiten der Franzosen, die von die Journal du dimanche veröffentlicht wird.
Im November 2021 verkaufte sie mehr als 4 Millionen Platten.
Im Jahr 2023 war sie Mitglied der Jury des Wettbewerbs Miss France 2024.
Am 16. Juli 2024 nimmt sie an der 5. Veranstaltung des Brest Maritime Festivals teil.

## Persönliches
Seit Januar 2008 führt sie eine Beziehung mit dem ehemaligen französischen Tennisspieler Arnaud Clément. Sie haben einen gemeinsamen Sohn.

## Diskografie

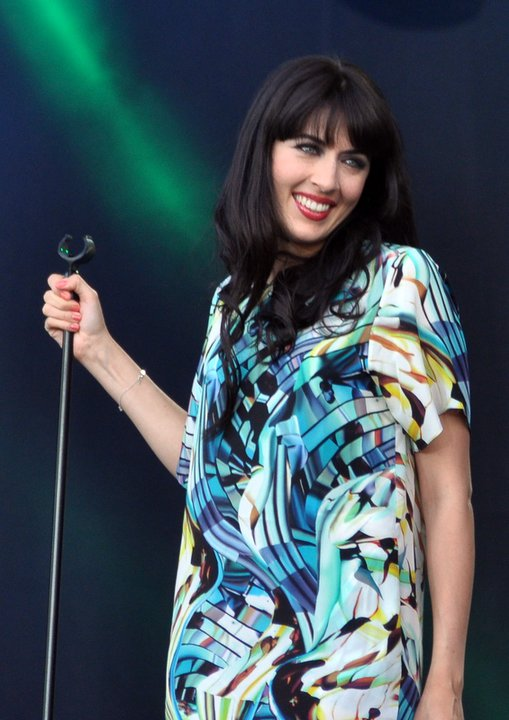
Nolwenn Leroy auf einem von SOS Racisme ausgerichteten Konzert

### Studioalben
| Jahr | Titel Musiklabel                             | Höchstplatzierung, Gesamtwochen, AuszeichnungChartplatzierungen (Jahr, Titel, Musiklabel, Platzierungen, Wochen, Auszeichnungen, Anmerkungen) | Höchstplatzierung, Gesamtwochen, AuszeichnungChartplatzierungen (Jahr, Titel, Musiklabel, Platzierungen, Wochen, Auszeichnungen, Anmerkungen) | Höchstplatzierung, Gesamtwochen, AuszeichnungChartplatzierungen (Jahr, Titel, Musiklabel, Platzierungen, Wochen, Auszeichnungen, Anmerkungen) | Höchstplatzierung, Gesamtwochen, AuszeichnungChartplatzierungen (Jahr, Titel, Musiklabel, Platzierungen, Wochen, Auszeichnungen, Anmerkungen) | Anmerkungen                             |
| Jahr | Titel Musiklabel                             | FR | BEW | CH | DE | Anmerkungen                             |
| ---- | -------------------------------------------- | --- | --- | --- | --- | --------------------------------------- |
| 2003 | Nolwenn Leroy Mercury Records (UMG)          | FR1 ×3Dreifachplatin · (56 Wo.)FR | BEW1 Platin · (14 Wo.)BEW | CH2 Gold · (12 Wo.)CH | — | Erstveröffentlichung: 4. März 2003      |
| 2005 | Histoires naturelles Mercury Records (UMG)   | FR3 Platin · (69 Wo.)FR | BEW7 Gold · (43 Wo.)BEW | CH44 (9 Wo.)CH | — | Erstveröffentlichung: 5. Dezember 2005  |
| 2009 | Le Cheshire Cat et Moi Mercury Records (UMG) | FR26 Gold · (17 Wo.)FR | BEW32 (16 Wo.)BEW | — | — | Erstveröffentlichung: 7. Dezember 2009  |
| 2010 | Bretonne Mercury Records (UMG)               | FR1 ×2Doppeldiamant · (175 Wo.)FR | BEW1 ×2Doppelplatin · (79 Wo.)BEW | CH20 Gold · (27 Wo.)CH | DE13 (17 Wo.)DE | Erstveröffentlichung: 6. Dezember 2010  |
| 2012 | Ô filles de l’eau Mercury Records (UMG)      | FR5 ×3Dreifachplatin · (83 Wo.)FR | BEW5 Gold · (61 Wo.)BEW | CH35 (10 Wo.)CH | DE60 (3 Wo.)DE | Erstveröffentlichung: 26. November 2012 |
| 2017 | Gemme Mercury Records (UMG)                  | FR3 Gold · (42 Wo.)FR | BEW3 (29 Wo.)BEW | CH15 (4 Wo.)CH | — | Erstveröffentlichung: 1. September 2017 |
| 2018 | Folk Mercury Records (UMG)                   | FR6 Gold · (41 Wo.)FR | BEW5 (25 Wo.)BEW | CH28 (3 Wo.)CH | — | Erstveröffentlichung: 2. November 2018  |
| 2021 | La Cavale Polydor (UMG)                      | FR8 (12 Wo.)FR | BEW7 (13 Wo.)BEW | CH45 (1 Wo.)CH | — | Erstveröffentlichung: 12. November 2021 |

### Livealben
| Jahr | Titel Musiklabel                                | Höchstplatzierung, Gesamtwochen, AuszeichnungChartplatzierungen (Jahr, Titel, Musiklabel, Platzierungen, Wochen, Auszeichnungen, Anmerkungen) | Höchstplatzierung, Gesamtwochen, AuszeichnungChartplatzierungen (Jahr, Titel, Musiklabel, Platzierungen, Wochen, Auszeichnungen, Anmerkungen) | Höchstplatzierung, Gesamtwochen, AuszeichnungChartplatzierungen (Jahr, Titel, Musiklabel, Platzierungen, Wochen, Auszeichnungen, Anmerkungen) | Anmerkungen                            |
| Jahr | Titel Musiklabel                                | FR | BEW | CH | Anmerkungen                            |
| ---- | ----------------------------------------------- | --- | --- | --- | -------------------------------------- |
| 2007 | Histoires naturelles Tour Mercury Records (UMG) | FR25 (7 Wo.)FR | BEW21 (7 Wo.)BEW | — | Erstveröffentlichung: 27. Oktober 2007 |
| 2014 | Ô Tour de l’eau Mercury Records (UMG)           | FR26 (19 Wo.)FR | BEW36 (21 Wo.)BEW | — | Erstveröffentlichung: 1. Dezember 2014 |

### Singles
| Jahr | Titel Album                                                | Höchstplatzierung, Gesamtwochen, AuszeichnungChartplatzierungen (Jahr, Titel, Album, Platzierungen, Wochen, Auszeichnungen, Anmerkungen) | Höchstplatzierung, Gesamtwochen, AuszeichnungChartplatzierungen (Jahr, Titel, Album, Platzierungen, Wochen, Auszeichnungen, Anmerkungen) | Höchstplatzierung, Gesamtwochen, AuszeichnungChartplatzierungen (Jahr, Titel, Album, Platzierungen, Wochen, Auszeichnungen, Anmerkungen) | Anmerkungen                              |
| Jahr | Titel Album                                                | FR | BEW | CH | Anmerkungen                              |
| ---- | ---------------------------------------------------------- | --- | --- | --- | ---------------------------------------- |
| 2003 | Cassé Nolwenn                                              | FR1 (17 Wo.)FR | BEW1 Gold · (13 Wo.)BEW | CH4 (16 Wo.)CH | Erstveröffentlichung: 14. März 2003      |
| 2003 | Une femme cachée Nolwenn                                   | FR40 (20 Wo.)FR | BEW23 (13 Wo.)BEW | CH78 (8 Wo.)CH | Erstveröffentlichung: 8. Juli 2003       |
| 2003 | Suivre une étoile Nolwenn                                  | FR12 (19 Wo.)FR | BEW24 (8 Wo.)BEW | CH44 (12 Wo.)CH | Erstveröffentlichung: 10. November 2003  |
| 2004 | Inévitablement Nolwenn                                     | FR31 (11 Wo.)FR | BEW26 (5 Wo.)BEW | — | Erstveröffentlichung: 18. Oktober 2004   |
| 2006 | Nolwenn ohwo! Histoires Naturelles                         | FR1 (19 Wo.)FR | BEW3 (13 Wo.)BEW | CH29 (13 Wo.)CH | Erstveröffentlichung: 23. Januar 2006    |
| 2006 | Histoire naturelle Histoires naturelles                    | FR30 (11 Wo.)FR | BEW39 (5 Wo.)BEW | — | Erstveröffentlichung: 29. Mai 2006       |
| 2006 | Mon ange Histoires Naturelles                              | — | — | — |                                          |
| 2007 | J’aimais tant l’Aimer Histoires Naturelles                 | — | — | — |                                          |
| 2007 | Reste encore Histoires Naturelles                          | — | — | — |                                          |
| 2009 | Faut-il, faut-il pas? Le Cheshire Cat et Moi               | — | — | — | Erstveröffentlichung: 9. November 2009   |
| 2010 | Textile schizophrénie Le Cheshire Cat et Moi               | — | — | — |                                          |
| 2010 | Suite Sudarmoricaine Bretonne                              | — | — | — | Erstveröffentlichung: 6. Dezember 2010   |
| 2010 | La Jument de Michao Bretonne                               | FR36 (9 Wo.)FR | — | — |                                          |
| 2011 | Mná na h-Éireann Bretonne                                  | — | — | — | Erstveröffentlichung: 9. Mai 2011        |
| 2011 | Tri martolod Bretonne                                      | FR51 (12 Wo.)FR | BEW29 (8 Wo.)BEW | — |                                          |
| 2011 | Brest Bretonne                                             | — | BEW42 (2 Wo.)BEW | — |                                          |
| 2011 | Moonlight Shadow Bretonne (Deluxe Edition)                 | FR48 (5 Wo.)FR | BEW32 (4 Wo.)BEW | — | Erstveröffentlichung: 17. Oktober 2011   |
| 2012 | Juste pour me souvenir Ô Filles de l’Eau                   | FR43 (23 Wo.)FR | BEW13 (6 Wo.)BEW | — | Erstveröffentlichung: 22. Oktober 2012   |
| 2013 | Sixième continent Ô Filles de l’Eau                        | — | — | — | Erstveröffentlichung: 4. März 2013       |
| 2013 | J’ai volé le lit de la mer Ô Filles de l’Eau               | — | — | — | Erstveröffentlichung: 12. August 2013    |
| 2014 | La ballade nord-irlandaise La bande a Renaud (Kompilation) | FR142 (3 Wo.)FR | — | — |                                          |
| 2014 | Lucie –                                                    | FR193 (1 Wo.)FR | — | — | mit Francis Cabrel                       |
| 2016 | Un enfant assis attend la pluie Balavoine(s) (Kompilation) | FR135 (1 Wo.)FR | — | — |                                          |
| 2017 | Gemme                                                      | — | — | — | Erstveröffentlichung: 12. Mai 2017       |
| 2017 | Trace ton chemin Gemme                                     | — | — | — | Erstveröffentlichung: 29. September 2017 |
| 2021 | Brésil, Finistère La Cavale                                | — | BEW45 (1 Wo.)BEW | — | Erstveröffentlichung: 2. Juli 2021       |

## Filmografie
- 2012: Die Hüter des Lichts (französische Stimme)
- 2014: Die Melodie des Meeres (Le Chant de la Mer) (französische Stimme)
- 2021: Capitaine Marleau (Fernsehserie, 1 Folge)
- 2024: Brocéliande (Miniserie, 6 Folgen)
- 2026: Été 36 (Miniserie, 6 Folgen)

## Ehrungen
Seit Oktober 2012 wird bei Musée Grévin in Paris eine Wachsfigur von Nolwenn Leroy gezeigt.